# 人民民主与正义阵线
人民民主与正义阵线（提格雷尼亚语：ህዝባዊ ግንባር ንደሞክራስን ፍትሕን，Həzbawi Gənbar nəDämokrasən Fətəḥən；阿拉伯语：الجبهة الشعبية للديمقراطية والعدالة，al-Jabhatu l-Shaʻabiyatu lil-Dīmuqrāṭiyati wāl-ʻIdālah），简称人阵，是厄立特里亚的执政党和唯一合法政党。

## 简介
该党成立于1994年，由厄立特里亚人民解放阵线改组而成。意识形态是厄立特里亚民族主义、世俗主义、大帐篷。党主席为厄立特里亚现任总统伊萨亚斯·阿费沃基，书记是阿明·穆罕默德·赛义德，发言人是叶曼·格布雷布。党中央位于阿斯马拉。该党的青年翼是青年人民民主与正义阵线。出版报纸《家园》。